# Cal Ribera (Aguilar de Segarra)
Cal Ribera és una masia fortificada situada dalt del turó homònim al municipi d'Aguilar de Segarra, a la comarca catalana del Bages.